# Mordellistena aritai
Mordellistena aritai es una especie de coleóptero de la familia Mordellidae.

## Distribución geográfica
Habita en Japón.